# Långnäbbar
Långnäbbar (Macrosphenus) är ett fågelsläkte i familjen afrikanska sångare inom ordningen tättingar. Släktet omfattar fem arter som förekommer i Afrika söder om Sahara:
- Rostsidig långnäbb (M. kempi)
- Gul långnäbb (M. flavicans)
- Olivlångnäbb (M. concolor)
- Angolalångnäbb (M. pulitzeri)
- Ljusbukig långnäbb (M. kretchmeri)

Arterna placerades tidigare i den stora familjen Sylviidae, men denna har sedermera delats upp efter genetiska studier.
 Observera att böjnäbbarna i släktena Toxorhamphus och Oedistoma i familjen bärpickare (Melanocharitidae) tidigare kallades långnäbbar.